# Collegio di Erith and Thamesmead
Erith and Thamesmead è un collegio elettorale situato nella Grande Londra, e rappresentato alla Camera dei comuni del Parlamento del Regno Unito. Elegge un membro del parlamento con il sistema first-past-the-post, ossia maggioritario a turno unico; l'attuale parlamentare è Abena Oppong-Asare del Partito Laburista, che rappresenta il collegio dal 2019.

## Estensione

Erith and Thamesmead dal 2010 al 2024

- 1997–2010: i ward del borgo londinese di Bexley di Belvedere, Erith, Northumberland Heath e Thamesmead East e i ward del borgo londinese di Greenwich di Abbey Wood, Eynsham, Glyndon, Lakedale, St Nicholas e Thamesmead Moorings.
- 2010–2024: i ward del borgo londinese di Bexley di Belvedere, Erith, Lesnes Abbey, Northumberland Heath e Thamesmead East, e i ward del borgo londinese di Greenwich di Abbey Wood, Plumstead e Thamesmead Moorings.
- dal 2024: i ward del borgo londinese di Bexley di Belvedere, Erith e Thamesmead East, e i ward del borgo londinese di Greenwich di Abbey Wood, Plumstead and Glyndon, Plumstead Common, Shooters Hill, Thamesmead Moorings, West Thamesmead, e parti di of Woolwich Arsenal and Woolwich Common.[1]

## Membri del parlamento
| Elezione | Elezione           | Deputato    | Partito   |
| -------- | ------------------ | ----------- | --------- |
|          | 1997               | John Austin | Laburista |
| 2010     | Teresa Pearce      |             | Laburista |
| 2019     | Abena Oppong-Asare |             | Laburista |

## Elezioni

### Elezioni negli anni 2020
| Partito                    | Partito                                      | Candidato                  | Risultati 4 luglio 2024 | Risultati 4 luglio 2024 |
| Partito                    | Partito                                      | Candidato                  | Voti                    | %                       |
| -------------------------- | -------------------------------------------- | -------------------------- | ----------------------- | ----------------------- |
|                            | Laburista                                    | Abena Oppong-Asare         | 22 246                  | 55,09                   |
|                            | Reform UK                                    | Michael Pastor             | 5 944                   | 14,72                   |
|                            | Conservatore                                 | Richard Mark               | 5 564                   | 13,78                   |
|                            | Verdi                                        | Sarah Barry                | 3 482                   | 8,62                    |
|                            | Lib Dem                                      | Pierce Chalmers            | 1 872                   | 4,64                    |
|                            | Workers                                      | Mohammed Shahed            | 1 071                   | 2,65                    |
|                            | Indipendente                                 | Diana Diamond              | 200                     | 0,50                    |
|                            |                                              |                            |                         |                         |
| Iscritti                   | Iscritti                                     | Iscritti                   | 78 886                  | 100,00                  |
| ↳ Votanti (% su iscritti)  | ↳ Votanti (% su iscritti)                    | ↳ Votanti (% su iscritti)  | 40 379                  | 51,19                   |
| ↳ Astenuti (% su iscritti) | ↳ Astenuti (% su iscritti)                   | ↳ Astenuti (% su iscritti) | 38 507                  | 48,81                   |
|                            |                                              |                            |                         |                         |
|                            | Esito: collegio a Laburista (nuovo collegio) |                            |                         |                         |

### Elezioni negli anni 2010
| Partito                    | Partito                                | Candidato                  | Risultati 12 dicembre 2019 | Risultati 12 dicembre 2019 |
| Partito                    | Partito                                | Candidato                  | Voti                       | %                          |
| -------------------------- | -------------------------------------- | -------------------------- | -------------------------- | -------------------------- |
|                            | Laburista                              | Abena Oppong-Asare         | 19 882                     | 48,04                      |
|                            | Conservatore                           | Joe Robertson              | 16 124                     | 38,96                      |
|                            | Brexit                                 | Tom Bright                 | 2 246                      | 5,43                       |
|                            | Lib Dem                                | Sam Webber                 | 1 986                      | 4,80                       |
|                            | Verdi                                  | Claudine Letsae            | 876                        | 2,12                       |
|                            | Popoli Cristiani                       | Richard Mitchell           | 272                        | 0,66                       |
|                            |                                        |                            |                            |                            |
| Iscritti                   | Iscritti                               | Iscritti                   | 65 399                     | 100,00                     |
| ↳ Votanti (% su iscritti)  | ↳ Votanti (% su iscritti)              | ↳ Votanti (% su iscritti)  | 41 386                     | 63,28                      |
| ↳ Astenuti (% su iscritti) | ↳ Astenuti (% su iscritti)             | ↳ Astenuti (% su iscritti) | 24 013                     | 36,72                      |
|                            |                                        |                            |                            |                            |
|                            | Esito: collegio confermato a Laburista |                            |                            |                            |

| Partito                    | Partito                                | Candidato                  | Risultati 8 giugno 2017 | Risultati 8 giugno 2017 |
| Partito                    | Partito                                | Candidato                  | Voti                    | %                       |
| -------------------------- | -------------------------------------- | -------------------------- | ----------------------- | ----------------------- |
|                            | Laburista                              | Teresa Pearce              | 25 585                  | 57,54                   |
|                            | Conservatore                           | Edward Baxter              | 15 571                  | 35,02                   |
|                            | UKIP                                   | Ronie Johnson              | 1 728                   | 3,89                    |
|                            | Lib Dem                                | Simon Waddington           | 750                     | 1,69                    |
|                            | Verdi                                  | Claudine Letsae            | 507                     | 1,14                    |
|                            | Popoli Cristiani                       | Temi Olodu                 | 243                     | 0,55                    |
|                            | Indipendente                           | Doro Oddiri                | 80                      | 0,18                    |
|                            |                                        |                            |                         |                         |
| Iscritti                   | Iscritti                               | Iscritti                   | 69 724                  | 100,00                  |
| ↳ Votanti (% su iscritti)  | ↳ Votanti (% su iscritti)              | ↳ Votanti (% su iscritti)  | 44 464                  | 63,77                   |
| ↳ Astenuti (% su iscritti) | ↳ Astenuti (% su iscritti)             | ↳ Astenuti (% su iscritti) | 25 260                  | 36,23                   |
|                            |                                        |                            |                         |                         |
|                            | Esito: collegio confermato a Laburista |                            |                         |                         |

| Partito                    | Partito                                | Candidato                  | Risultati 7 maggio 2015 | Risultati 7 maggio 2015 |
| Partito                    | Partito                                | Candidato                  | Voti                    | %                       |
| -------------------------- | -------------------------------------- | -------------------------- | ----------------------- | ----------------------- |
|                            | Laburista                              | Teresa Pearce              | 21 209                  | 49,77                   |
|                            | Conservatore                           | Anna Firth                 | 11 684                  | 27,42                   |
|                            | UKIP                                   | Ronie Johnson              | 7 368                   | 17,29                   |
|                            | Lib Dem                                | Simon Waddington           | 972                     | 2,28                    |
|                            | Verdi                                  | Ann Garrett                | 941                     | 2,21                    |
|                            | Popoli Cristiani                       | Sidney Cordle              | 255                     | 0,60                    |
|                            | Democratici                            | Graham Moore               | 188                     | 0,44                    |
|                            |                                        |                            |                         |                         |
| Iscritti                   | Iscritti                               | Iscritti                   | 70 397                  | 100,00                  |
| ↳ Votanti (% su iscritti)  | ↳ Votanti (% su iscritti)              | ↳ Votanti (% su iscritti)  | 42 617                  | 60,54                   |
| ↳ Astenuti (% su iscritti) | ↳ Astenuti (% su iscritti)             | ↳ Astenuti (% su iscritti) | 27 780                  | 39,46                   |
|                            |                                        |                            |                         |                         |
|                            | Esito: collegio confermato a Laburista |                            |                         |                         |

| Partito                    | Partito                                | Candidato                  | Risultati 6 maggio 2010 | Risultati 6 maggio 2010 |
| Partito                    | Partito                                | Candidato                  | Voti                    | %                       |
| -------------------------- | -------------------------------------- | -------------------------- | ----------------------- | ----------------------- |
|                            | Laburista                              | Teresa Pearce              | 19 068                  | 44,89                   |
|                            | Conservatore                           | Colin Bloom                | 13 365                  | 31,46                   |
|                            | Lib Dem                                | Alex Cunliffe              | 5 116                   | 12,04                   |
|                            | BNP                                    | Kevin Saunders             | 2 184                   | 5,14                    |
|                            | UKIP                                   | Pamela Perrin              | 1 139                   | 2,68                    |
|                            | Democratici                            | Laurence Williams          | 465                     | 1,09                    |
|                            | Indipendente                           | Abbey Akinoshun            | 438                     | 1,03                    |
|                            | Popoli Cristiani                       | Sidney Cordle              | 379                     | 0,89                    |
|                            | Verdi                                  | Marek Powley               | 322                     | 0,76                    |
|                            |                                        |                            |                         |                         |
| Iscritti                   | Iscritti                               | Iscritti                   | 69 900                  | 100,00                  |
| ↳ Votanti (% su iscritti)  | ↳ Votanti (% su iscritti)              | ↳ Votanti (% su iscritti)  | 42 476                  | 60,77                   |
| ↳ Astenuti (% su iscritti) | ↳ Astenuti (% su iscritti)             | ↳ Astenuti (% su iscritti) | 27 424                  | 39,23                   |
|                            |                                        |                            |                         |                         |
|                            | Esito: collegio confermato a Laburista |                            |                         |                         |

### Elezioni negli anni 2000
| Partito                    | Partito                                | Candidato                  | Risultati 5 maggio 2005 | Risultati 5 maggio 2005 |
| Partito                    | Partito                                | Candidato                  | Voti                    | %                       |
| -------------------------- | -------------------------------------- | -------------------------- | ----------------------- | ----------------------- |
|                            | Laburista                              | John Austin                | 20 483                  | 54,40                   |
|                            | Conservatore                           | Chris R. Bromby            | 8 983                   | 23,86                   |
|                            | Lib Dem                                | Steven T. Toole            | 5 088                   | 13,51                   |
|                            | BNP                                    | Brian Ravenscroft          | 1 620                   | 4,30                    |
|                            | UKIP                                   | Barrie R. Thomas           | 1 477                   | 3,92                    |
|                            |                                        |                            |                         |                         |
| Iscritti                   | Iscritti                               | Iscritti                   | 72 058                  | 100,00                  |
| ↳ Votanti (% su iscritti)  | ↳ Votanti (% su iscritti)              | ↳ Votanti (% su iscritti)  | 37 651                  | 52,25                   |
| ↳ Astenuti (% su iscritti) | ↳ Astenuti (% su iscritti)             | ↳ Astenuti (% su iscritti) | 34 407                  | 47,75                   |
|                            |                                        |                            |                         |                         |
|                            | Esito: collegio confermato a Laburista |                            |                         |                         |

| Partito                    | Partito                                | Candidato                  | Risultati 7 giugno 2001 | Risultati 7 giugno 2001 |
| Partito                    | Partito                                | Candidato                  | Voti                    | %                       |
| -------------------------- | -------------------------------------- | -------------------------- | ----------------------- | ----------------------- |
|                            | Laburista                              | John Austin                | 19 769                  | 59,28                   |
|                            | Conservatore                           | Mark Brooks                | 8 602                   | 25,79                   |
|                            | Lib Dem                                | Barry Kempton              | 3 800                   | 11,39                   |
|                            | Laburista Socialista                   | Hardev Singh Dhillon       | 1 180                   | 3,54                    |
|                            |                                        |                            |                         |                         |
| Iscritti                   | Iscritti                               | Iscritti                   | 66 371                  | 100,00                  |
| ↳ Votanti (% su iscritti)  | ↳ Votanti (% su iscritti)              | ↳ Votanti (% su iscritti)  | 33 351                  | 50,25                   |
| ↳ Astenuti (% su iscritti) | ↳ Astenuti (% su iscritti)             | ↳ Astenuti (% su iscritti) | 33 020                  | 49,75                   |
|                            |                                        |                            |                         |                         |
|                            | Esito: collegio confermato a Laburista |                            |                         |                         |

## Risultati dei referendum

### Referendum sulla permanenza del Regno Unito nell'Unione europea del 2016
|             | Collegio             | Lasciare UE % | Rimanere in UE % |
| ----------- | -------------------- | ------------- | ---------------- |
|             | Erith and Thamesmead | 54,3%         | 45,7%            |
| Inghilterra | 53,3%                | 46,7%         |                  |
| Regno Unito | 51,9%                | 48,1%         |                  |